# Liste der Nummer-eins-Hits in Norwegen (1992)
Diese Liste enthält alle Nummer-eins-Hits in Norwegen im Jahr 1992. Es gab in diesem Jahr 13 Nummer-eins-Singles und 14 Nummer-eins-Alben.
| Singles | Alben |
| --- | --- |
| - George Michael & Elton John – Don't Let The Sun Go Down On Me - 6 Wochen (52/1991 – 5/1992) - Ten Sharp – You - 1 Woche (6/1992) - Go-Go Gorilla – Mother Porno - 1 Woche (7/1992) - Go-Go Gorilla – Go-Go Gorilla - 3 Wochen (8/1992 – 10/1992) - Bruce Springsteen – Human Touch - 4 Wochen (11/1992 – 14/1992) - Mr. Big – To Be With You - 8 Wochen (15/1992 – 22/1992) - U 96 – Das Boot - 1 Woche (23/1992) - Maggie Reilly – Everytime We Touch - 8 Wochen (24/1992 – 31/1992) - Roxette – How Do You Do! - 5 Wochen (32/1992 – 36/1992) - Michael Learns to Rock – The Actor - 7 Wochen (37/1992 – 43/1992) - Bon Jovi – Keep the Faith - 5 Wochen (44/1992 – 48/1992) - Ace Of Base – Wheel Of Fortune - 4 Wochen (49/1992 – 52/1992) - Whitney Houston – I Will Always Love You - 9 Wochen (53/1992 – 8/1993) | - Bonnie Tyler – Bitterblue - 10 Wochen (52/1991 – 9/1992) - Randy Crawford – Through The Eyes Of Love - 4 Wochen (10/1992 – 13/1992) - Bruce Springsteen – Human Touch - 5 Wochen (14/1992 – 18/1992) - Verschiedene Interpreten – More Power Ballads - 8 Wochen (19/1992 – 26/1992) - Bjelleklang – HoliHolihooo - 1 Woche (27/1992) - Maggie Reilly – Echoes - 9 Wochen (28/1992 – 36/1992) - Roxette – Tourism - 2 Wochen (37/1992 – 38/1992) - Ole Edvard Antonsen – Tour De Force - 1 Woche (39/1992) - Steinar Albrigtsen – Bound To Wander - 1 Woche (40/1992) - Verschiedene Interpreten – Absolute Music 5 - 4 Wochen (41/1992 – 44/1992) - Dum Dum Boys – Transit - 2 Wochen (45/1992 – 46/1992) - ABBA – ABBA Gold – Greatest Hits - 3 Wochen (47/1992 – 49/1992) - Oslo Gospel Choir – Tusen julelys - 3 Wochen (50/1992 – 52/1992) - Verschiedene Interpreten – Absolute Music 6 - 3 Wochen (53/1992 – 2/1993) |
| | |

Siehe auch: Nummer-eins-Hits 1992 in  Australien, Belgien, Dänemark, Deutschland, Finnland, Frankreich, Irland, Italien, Japan, Kanada, Neuseeland, den Niederlanden, Österreich, Schweden, der Schweiz, Spanien, Ungarn, den Vereinigten Staaten und im Vereinigten Königreich.